# Снешко Белић
Снешко Белић (ијек. Сњешко Бијелић) је антропоморфна снежна скулптура која треба да представља човека. Обично их праве деца радујући се доласку зиме и снегу у оним крајевима Земљине кугле где снег пада. У неким случајевима, учесници зимских фестивала праве велики број ових скулптура. Снешко је кратког века, те је добар пример уметничке инсталације.

## Снешкова прошлост
Прва писана документа која сведоче о постојању Снешка Белића потичу из 16. века (на пример код Шекспира). Овај популарни лик се следеће спомиње у дечјим песмицама 1770. године у Лајпцигу. Тек почетком 20. века постаје редовна појава везана за прославе пред крај године. У неким земљама данас се он везује за прославу Божића, али најчешће се прави у знак прославе зиме, првог снега и за забаву младих. У двориштима и парковима стоји све док се не истопи.

## Изградња
Снешко Белић се састоји најчешће од три снежне кугле поређане једна на другу, при чему је доња кугла највећа, а горња је најмања. У неким крајевима света снешко се прави тако што се снег само гомила у вис. Кугле за снешка се праве тако што се у рукама направи грудва величине средње лопте, а онда се котрља по снегу и тако расте до жељене величине. Да би снешко што више подсећао на човека, он се украшава: каменчићи и угаљ се често стављају за уста и очи, некад и као дугмад замишљеног капута, а шаргарепа најчешће послужи као нос. У случају да му од снега нису направљене руке, стави се метла, мотка, или било шта друго што томе послужи.

## Снешко Белић широм света
- У Уједињеном Краљевству се снешко најчешће прави од две снежне кугле.
- У САД-у се углавном прави са три кугле.
- У Литванији се снешко назива „човек без мозга” (литв. senis besmegenis или sniego senis). Као знак протеста против своје владе, у зиму 2005. године Литванци су око свог парламента поставили 141 снешка, по једног за сваког парламентарца.

## Највећи  Снешко
Титулу највећег у свету досад, носи снешко који је 2008. направљен у америчкој савезној држави Мејн. Био је висок 37,2 м и назван је по сенаторки која је представљала Мејн у то време, Олимпија Снешко (енгл. Olympia Snowe). Претходно највећи снешко је био направљен у истом месту 1999. године и такође у част ондашњег сенатора.

## Галерија
- Снешко Белић у Немачкој
- Снешко Белић у београдском насељу Церак виногради (општина Чукарица, 27.01.2019)
- Снешко у насељу Церак
- Деца и Снешко
- Највећи, Олимпија Снешко, Мејн, САД